# 18910 Nolanreis
18910 Nolanreis este un asteroid din centura principală de asteroizi.

## Descriere
18910 Nolanreis este un asteroid din centura principală de asteroizi. A fost descoperit pe 31 iulie 2000 la Socorro, New Mexico, în cadrul proiectului LINEAR. Asteroidul prezintă o orbită caracterizată de o semiaxă mare de 2,22 ua, o excentricitate de 0,17 și o înclinație de 3,8° în raport cu ecliptica.